# Horváth Zoltán (színművész, 1986)
Horváth Zoltán (Cegléd, 1986. augusztus 22. –) színész, pantomimművész és artista. 2009–2014 között a Harmadik Figyelmeztetés színészzenekar basszusgitárosa.

## Életpálya
Elemi tanulmányait a dánszentmiklósi Ady Endre Általános és Zeneiskolában végezte, majd a ceglédi Kossuth Lajos Gimnáziumban érettségizett.
2005-ben felvételt nyert a Pesti Magyar Színiakadémiára, ahol 2008-ban végzett. Osztályvezető tanárai: Sipos Imre és Huszár László voltak. Példaképének Sinkovits Imrét tartja. 2008-tól a Magyar Színház és a Crescendo Színház társulatának is tagja, utóbbinak alapítója volt. 2010-től a veszprémi Petőfi Színház művésze.
Játszott a Kolibri Pince, a Bárka Színház előadásaiban, a Budaörsi Passióban is. Filmekben is látható.
Akadémiai évei alatt ismerkedett meg a pantomimmel, mint színházi formációval. Ekkor hozta létre Illés Dániellel a Panduot, amivel nyaranta improvizációs műsort adtak elő. Ezt követően, 2010-ben az Aranytízben született meg a PANkreátorok háromszereplős produkció Andrássy Mátéval és Szabó Mátéval.
2008-ban felvételt nyert a Magyar Cirkusz és Varieté Cirkusz Stúdiójába. Itt kezdett foglalkozni a cirkuszi és az artista szakma színházi vonatkozású hasznosításával. 2012-ben Magyarországon ő volt az egyetlen, aki mind a kettő szakmát egyaránt magas színvonalon, szinten gyakorolja. 2015-ben a Pesti Magyar Színiakadémián színpadi mozgást, azon belül is alapvető artista-, balansz- és erőgyakorlatokra tanít. 2017-től a Baross Imre Artistaképző Szakgimnázium szervezésében indult bohócképzésére jár és a Fővárosi Nagycirkusz előadásaiban szerepel.
2009-ben basszusgitárosként alapító tagja volt a Harmadik Figyelmeztetés színészzenekarnak. 2013 őszén lépett ki a zenekarból, helyére László Zsolt került.
Aktívan fut.

## Színházi szerepei
A Színházi adattárban regisztrált bemutatóinak száma: 21.
- Tamási Áron, Pozsgai Zsolt: Ábel - Ábel (szerepkettőzés; rendező: Pinczés István, Magyar Színház, 2007)
- Miguel de Cervantes Saavedra, Dale Wasserman: La Mancha lovagja - Gitáros (rendező: Iglódi István, Bakáts tér, Szabadtéri Színpad, 2007)
- Jean Anouilh, Szenczei László: Becket, vagy Isten becsülete - apród; II. testőr (rendező: Csiszár Imre, Magyar Színház, 2007)
- Georges Feydeau, Vinkó József: Fel is út, le is út - Úr (rendező: Iglódi István, Magyar Színház, 2008)
- Bertolt Brecht: A szecsuáni jó ember - Isten (rendező: Guelmino Sándor, Magyar Színház, 2009)
- Chimo, Daniel Wahl: Lila története - Chimo (rendező: Vidovszky György, Kolibri Gyermek- és Ifjúsági Színház Kolibri Pince, 2009)
- Budaörsi Passió - (rendező: Dér András, Kőhegy, 2009)
- Edmond Rostand, Ábrányi Emil: Cyrano de Bergerac - Gascogne-i legény (rendező: Őze Áron, Magyar Színház, 2009)
- Horváth Zoltán (ötlet), Andrássy Máté, Horváth Zoltán és Szabó Máté (összeállító): PANkreátorok (Aranytíz - Tolnay Klári Színpad, 2010)
- Molnár Ferenc: Liliom - Második rendőr (rendező: Guelminó Sándor, Magyar Színház, 2010)
- Federico Fellini, Ennio Flaiano, Tullio Pinelli, Neil Simon, Zöldi Gergely: Sweet Charity - Sam (rendező: Pelsőczy Réka, Magyar Színház, 2010)
- William Shakespeare, Nádasdy Ádám: Szentivánéji álom - Lysander (rendező: Szergej Maszlobojscsikov, Veszprémi Petőfi Színház, 2010)
- Eugene O'Neill: Utazás az éjszakába - Edmund Tyrone (rendező: Dömölky János, Veszprémi Petőfi Színház, 2011)
- Pierre-Augustin Caron de Beaumarchais, Forgách András: Figaro házassága - Cherubin (rendező: Valló Péter, Veszprémi Petőfi Színház, 2011)
- Bertolt Brecht: Koldusopera - Leprás Mátyás (rendező: Szinetár Miklós, Veszprémi Petőfi Színház, 2011)
- Carlo Goldoni, Török Tamara: Chioggiai csetepaté - Canocchia, sütőtök árus (rendező: Kéry Kitty, Veszprémi Petőfi Színház, 2011)
- Pilinszky János, Dóczy Péter, Kozma András: Ég és Föld gyermeke - Kisfiú (rendező: Dóczy Péter, Veszprémi Petőfi Színház Latinovits-Bujtor Játékszín, 2011)
- Euripidész: Iphigeneia Auliszban - Akhilleusz (rendező: Szinetár Miklós, Veszprémi Petőfi Színház Latinovits-Bujtor Játékszín, 2012)
- Todd Strasser, Ron Jones, Tasnádi István: A harmadik hullám - Márk (rendező: Vidovszky György, Bárka Színház, 2012)
- Csukás István: Mirr-Murr, a kandúr - Mirr-Murr, a kandúr (rendező: Juhász Róza, Veszprémi Petőfi Színház, 2013)
- Fernando Arrabal, Bajomi Lázár Endre: Tábori piknik - Zépo, az ellenség katonája (rendező: Tóth Loon, Veszprémi Petőfi Színház Latinovits-Bujtor Játékszín, 2013)

## Filmes szerepei
- A Veinhageni rózsabokrok (Balogh Zsolt rendezte tévéfilm, 2007) - fiú
- Tűzvonalban (tévéfilmsorozat, epizódok: Angyalföldi utcák, Egy mesterlövész magánélete; 2008) - rendőr
- HVG30 (rövidfilm, 2009)
- La rafle (Rose Bosch rendezte francia történelmi film, 2010) - Gendarme Gatien
- Hacktion (tévéfilmsorozat, epizódok: A gyanú árnyéka, Álarcok, Mindenki valaki más, Black Box, Deamon a neten, Ember tervez, A megfelelő ember; 2011) - Balázs
- Buda (rövidfilm, 2011) - Szabi